# Скрининг за рак плућа
Скрининг рака плућа односи се на стратегије скрининга рака које се користе за идентификацију раних карцинома плућа пре него што појаве симптоме, у тренутку када је већа вероватноћа да ће бити излечив. Скрининг рака плућа је изузетно важан због инциденце и преваленције рака плућа. Више од 235.000 нових случајева рака плућа очекује се у Сједињеним Државама 2021. године, са приближно 130.000 смртних случајева који се очекују 2021. године.  Поред тога, у време дијагнозе, 57% карцинома плућа се открива у узнапредовалим стадијумима (III и IV), што значи да су то распрострањенији или агресивнији карциноми.  Пошто постоји знатно већа вероватноћа дугорочног преживљавања након лечења локализованог (60%) у односу на рак плућа узнапредовалог стадијума (6%), скрининг рака плућа има за циљ дијагностиковање болести у локализованом (стадијум I) стадијуму. 
Резултати великих рандомизованих студија су недавно подстакли велики број професионалних организација и владиних агенција у САД да сада препоруче скрининг за рак плућа код одабраних популација. Три главна типа скрининга за рак плућа су скрининг ниским дозама, компјутеризована томографија (LDCT), рендгенски снимци грудног коша и цитолошки тестови спутума.  Тренутно се вишеструке професионалне организације, као и Америчка радна група за превентивне услуге (USPSTF), Центри за услуге Medicare и Medicaid (CMS) и научни саветници Европске комисије  слажу и подржавају компјутеризовани томографски скрининг са ниским дозама за особе са високим ризиком од рака плућа.

## Смернице
Дефиниција ко се сматра довољно високим ризиком да би имао користи од скрининга за рак плућа варира у зависности од различитих смерница.

### Радна група за превентивне услуге САД
Смернице Америчке радне групе за превентивне услуге из 2021. године препоручују годишњи скрининг за рак плућа помоћу компјутеризоване томографије ниских доза код одраслих особа старости од 50 до 80 година које имају историју пушења од 20 кутија цигарета и тренутно пуше или су престали у последњих 15 година.  Скрининг треба прекинути када особа није пушила 15 година или када развије здравствени проблем који значајно ограничава очекивани животни век особе или способност или спремност за куративну операцију плућа. 
Национална свеобухватна мрежа за борбу против рака (NCCN) предлаже скрининг за две групе високог ризика. Смернице за Групу 1 укључују особе старости од 55 до 77 година, које пуше 30 или више кутија цигарета, престајање пушења у последњих 14 година и активни пушач. Група 2 обухвата особе старије од 50 година, које пуше 20 или више година и имају друге факторе ризика, искључујући пасивно пушење. 
Остали фактори ризика укључују:
- контакт са специфичним канцерогенима : радоном, арсеном, берилијумом, кадмијумом, хромом, никлом, азбестом, димом од угља, чађом, силицијумом или испарењима дизела ;
- лична историја рака;
- породична историја рака плућа; или
- историја ХОБП-а или плућне фиброзе . [7]

### Европска комисија
Механизам за научне савете Европске комисије је 2022. године закључио да „постоји јака научна основа за увођење скрининга плућа за садашње и бивше пушаче коришћењем најновијих технологија, као што је ЦТ скенирање са ниским дозама зрачења“.

## Ризици
Компјутерска томографија са ниским дозама повезана је са лажно позитивним резултатима теста, што може довести до непотребног лечења .  У серији студија које су процењивале учесталост стопа лажно позитивних резултата, резултати су показали да су се стопе кретале од 8 до 49%.  Стопа лажно позитивних резултата је опала када је обављен већи број кругова скрининга.  Остале забринутости укључују изложеност зрачењу, само трошкове тестирања и трошкове накнадних тестова и снимања.  Лажно уверавање услед лажно негативних налаза, прекомерна дијагноза, краткотрајна анксиозност или узнемиреност и повећана стопа случајних налаза су други ризици.  Тренутно коришћени ЦТ скен са ниском дозом зрачења резултира изложеношћу зрачењу од око 2 милисиверта (што је једнако отприлике 20 двоструких рендгенских снимака грудног коша ).  Процењено је да излагање зрачењу из поновљених скрининг студија може изазвати стварање рака код малог процента скринираних испитаника, тако да би овај ризик требало ублажити (релативно) високом преваленцијом рака плућа у популацији која се скринира. 

## Присуство
Сиромаштво може смањити број људи који се одлажу на скрининг за рак плућа. Студија у Великој Британији показала је да је лака доступност скрининга повећала његово коришћење. Обезбеђивање мобилних јединица за скрининг паркираних на паркинзима супермаркета, на пример, у сиромашнијим деловима Манчестера био је прихватљив начин да се понуде провере плућа групама високог ризика као што су пушачи. Једноставан тест је мерио опструкцију протока ваздуха у и из плућа. Трећина тестова је показала опструкцију протока ваздуха, знак хроничне опструктивне плућне болести која је фактор ризика за рак плућа и друга здравствена стања.  

## Историја
Систематско испитивање скрининга рака плућа почело је 1970-их када је Национални институт за рак (NCI) спонзорисао клиничка испитивања за испитивање рендгенских снимака грудног коша и цитологије спутума у болници Џонс Хопкинс, Меморијалном центру за рак Слоун-Кетеринг и клиници Мајо .    У студији клинике Мајо, названој „Пројекат Мајо плућа“, истраживачи су насумично распоредили преко 9.000 мушких пушача старости 45 и више година да би им се урадио или рендгенски снимак грудног коша и скрининг спутума три пута годишње, или годишњи рендгенски скрининг грудног коша. Резултати су показали да чешћи скрининг доводи до веће стопе ресектабилности (ранијег откривања), али није направио разлику у морталитету од рака плућа. Утврђено је да рендгенски снимци грудног коша откривају 6 пута више нових карцинома него тестови спутума, што доказује неупотребљивост тестова спутума у скринингу рака плућа.  Међутим, резултати пројекта Мајо Лунг и студија Хопкинс и Меморијал Слоун-Кетеринг на крају су дискредитовани због тога што нису узете у обзир пристрасност у времену припреме и дужини лечења . Пошто ниједна није показала смањење учесталости или морталитета од рака плућа између рандомизованих група, утврђено је да је рендгенски снимак грудног коша неефикасан алат за скрининг. 
У наредним годинама, научна заједница је усмерила пажњу на компјутеризовану томографију (ЦТ). Године 1996, објављени су резултати студије спроведене на 1369 испитаника у Јапану, која је открила да је 73% карцинома плућа који нису откривени рендгенским снимком грудног коша било могуће открити ЦТ скенирањем.  Међу најранијим клиничким испитивањима са седиштем у Сједињеним Државама био је Пројекат за рану акцију против рака плућа (ELCAP), чији су резултати објављени 1999. године.  ELCAP је прегледао 1000 добровољаца помоћу компјутеризоване томографије са ниским дозама зрачења и рендгенског снимка грудног коша. Успели су да открију некалцификоване чвориће код 23% пацијената помоћу ЦТ-а у поређењу са 7% помоћу рендгенског снимка грудног коша. Иако су ово испитивање и слично испитивање које је спровела клиника Мајо 2005. године показали да је компјутеризована томографија (КТ) у стању да открије рак плућа са већом стопом него рендгенски снимак грудног коша, оба ова испитивања су користила побољшање преживљавања, а не смањење морталитета, као исход, и стога нису могла да докажу да употреба КТ-а у скринингу рака плућа заправо утиче на број људи који умиру од рака плућа.  
Године 2006, резултати ЦТ скрининга на преко 31.000 пацијената са високим ризиком – проширена студија Пројекта за рану акцију против рака плућа – објављени су у часопису New England Journal of Medicine .  У овој студији, 85% од 484 откривена карцинома плућа било је у стадијуму I и стога у високој мери лечиво. Историјски гледано, такви пацијенти у стадијуму I имали би очекивано 10-годишње преживљавање од 88%. Критичари студије I-ELCAP истичу да није било рандомизације пацијената (сви су примили ЦТ скенере и није било упоредне групе која је примала само рендгенске снимке грудног коша) и да пацијенти нису заправо праћени 10 година након откривања (медијанско праћење је било 40 месеци).
Насупрот томе, студија објављена у марту 2007. године у часопису „Journal of the American Medical Association“ (JAMA) није пронашла никакву корист од скрининга рака плућа заснованог на компјутерској томографији у погледу смртности.  3.200 садашњих или бивших пушача је подвргнуто скринингу током 4 године и урађено им је 3 или 4 ЦТ скенирања. Дијагнозе рака плућа биле су 3 пута веће, а операције 10 пута веће, како је предвиђено моделом, али није било значајних разлика између посматраног и очекиваног броја узнапредовалих карцинома или смртних случајева.  Додатна контроверза је настала након што је Њујорк тајмс 2008. године објавио да је студија о про-CT скенирању из 2006. године у часопису New England Journal of Medicine индиректно финансирана од стране матичне компаније Liggett Group, дуванске компаније . 
Национално испитивање скрининга плућа из 2011. године показало је да ЦТ скрининг нуди предности у односу на друге скрининг методе.  Ова студија је препозната по пружању доказа који подржавају коришћење компјутеризоване томографије (КТ) за скрининг рака плућа и по подстицању других да размисле о предностима и манама других врста скрининга.  Ово испитивање довело је до препоруке у Сједињеним Државама да се ЦТ скрининг користи код људи са високим ризиком од развоја рака плућа у настојању да се рак открије раније и смањи смртност. 

### Развој смерница
Након објављивања Националног испитивања плућа Националног института за рак 2011. године, многе националне организације су ревидирале своје смернице.
У децембру 2013. године, Америчка радна група за превентивне услуге (USPSTF) променила је своју дугогодишњу препоруку да нема довољно доказа за препоруку за или против скрининга за рак плућа у следеће: „USPSTF препоручује годишњи скрининг за рак плућа помоћу компјутеризоване томографије ниских доза код одраслих особа старости од 55 до 80 година које имају историју пушења од 30 кутија цигарета и тренутно пуше или су престале у последњих 15 година. Скрининг треба прекинути када особа није пушила 15 година или развије здравствени проблем који значајно ограничава очекивани животни век или способност или спремност за куративну операцију плућа“. 
Слично томе, смернице за клиничку праксу које је раније издао Амерички колеџ лекара за грудне кичме (ACCP) 2007. године препоручиле су против рутинског скрининга за рак плућа због недостатка доказа да је такав скрининг ефикасан.  Смернице ACCP-а из 2013. године узимају у обзир налазе Националног испитивања плућних скрининга и наводе: „За пушаче и бивше пушаче старости од 55 до 74 године који су пушили 30 или више година и настављају да пуше или су престали у последњих 15 година, предлажемо да се годишњи скрининг са компјутеризованом томографијом ниских доза (LDCT) понуди уместо годишњег скрининга са рендгенским снимањем плућа или без скрининга, али само у условима који могу да пруже свеобухватну негу која се пружа учесницима Националног испитивања плућних скрининга (степен 2Б)“.  Најновије смернице из 2021. године деле својих седам препорука на „јаке“ и „слабе“, а доказе који стоје иза њих на „средњег квалитета“ и „ниског квалитета“.  Њихова једна снажна препорука са доказима умереног квалитета је: „За асимптоматске особе старости од 55 до 77 година које су пушиле 30 или више година након пушења и или настављају да пуше или су престале у последњих 15 година, препоручујемо да се понуди годишњи скрининг са ниским дозама компјутеризоване томографије.“ 
Смернице су првобитно објављене 2012. године од стране Националне свеобухватне мреже за рак, савеза који сада обухвата 31 центар за рак у Сједињеним Државама. Њихове смернице за консензус се ажурирају годишње. Ове смернице подржавају скрининг као процес, а не као један тест, и разматрају ризике и користи скрининга код особа са високим ризиком у оквиру свеобухватног мултидисциплинарног програма. Скрининг се препоручује само особама дефинисаним као особе високог ризика које испуњавају одређене критеријуме. Више детаља можете пронаћи у њиховим смерницама за пацијенте.  Иако програме скрининга рака плућа подржавају NCCN,  Међународно удружење за проучавање рака плућа (IASLC),  Америчко друштво за рак,  Америчко друштво за клиничку онкологију (ASCO),  и друге организације, трошкови скрининга можда неће бити покривени полисама здравственог осигурања, осим ако нису испуњени критеријуми подобности које су одредили Центри за услуге Medicare и Medicaid (CMS).   Ажурирано: 2017. , коришћење скрининга за рак плућа у САД након што је Медикер пристао да плати скрининг и након што су објављене смернице било је ниско, са највећим коришћењем на Средњем западу.  Радна група је 2017. године објавила преглед доказа и препорука за унапређење имплементације. 
Национална здравствена служба (NHS) Енглеске је 2014. године поново испитивала доказе за скрининг.  Национална здравствена служба (NHS) је 2019. године имплементирала програм циљаних провера здравља плућа како би се усмерила на оне који су највише изложени ризику од рака плућа. 
Европска унија је 2022. године предложила да ажурира своје смернице о скринингу рака како би узела у обзир нове доказе који су се појавили од 2016. године. Свеобухватни преглед доказа од стране Механизма за научне савете Европске комисије препоручио је скрининг за рак плућа код садашњих и бивших пушача, у комбинацији са програмима за престанак пушења. 

## Заједничко доношење одлука (SDM)
Заједничко доношење одлука укључује увођење треће стране у једначину пацијент/лекар када се ради о одлукама у вези са скринингом рака плућа. Прегледни чланак из 2018. открио је да су претходне студије забележиле да је мање од половине пацијената питано о њиховим преференцама за скрининг. Недостатак информација о предностима и паду скрининга довео је до тога да се многи пацијенти осећају неинформисано када доносе одлуку о томе да ли да се прегледају или не. Једна од метода која се највише тестира је метода помоћи при одлучивању, која постоји да информише пацијента о свим њиховим опцијама и да им помогне да дођу до консензуса о томе какав би њихов став могао бити. Ова помагала се крећу од анкета на мрежи до видео записа, неки примери укључују „схоулдисцреен.цом“ и „Помоћ за одлучивање о скринингу рака плућа“ (ЛуЦаС Да). Помоћна средства помажу људима да донесу информисане одлуке о својој бризи које такође узимају у обзир њихове личне вредности и уверења. Конкретно са схоулдисцреен.цом, 97% људи који су користили помоћ изјавило је да је то било од помоћи у одлучивању да ли да се прегледају на рак плућа или не. Резултати су такође показали да су пацијенти имали повећан ниво знања о скринингу и мање унутрашњих сукоба након завршетка помоћи. Ова помагала не само да раде на побољшању разумевања процеса скрининга од стране пацијената, већ и скидају притисак са медицинских стручњака као извора знања треће стране.